# 點尾鸚竺鯛
點尾鸚竺鯛（學名：Ostorhinchus urostigmus），又稱點尾鸚天竺鯛，為輻鰭魚綱鈎頭魚目天竺鯛科鸚竺鯛屬下的一個種，分布於中西太平洋新加坡海域，體長可達15公分，棲息在沿岸礁石坡，夜間活動，屬肉食性，繁殖期時，雄魚具有口孵習性，卵約7日化成仔魚，由雄魚吐出，具短暫的仔魚飄浮期，生活習性不明。